# Rossijskaja gazieta
Rossijskaja gazieta (ros. Российская газета, tłum. ‘gazeta rosyjska’) – rosyjski dziennik rządowy, powstały na mocy dekretu Rady Najwyższej ZSRR i RFSRR, 11 listopada 1990 roku w Moskwie.
Rola dziennika wynika z ustawy Federacji Rosyjskiej nr 5 z dnia 14 czerwca 1994 „o procedurze publikacji uchwalonych federalnych ustaw konstytucyjnych, ustaw federalnych i aktów izb Zgromadzenia Federalnego”.
Większość publikacji zamieszczanych w gazecie odnosi się do nowo wprowadzanych ustaw i aktów prawnych mających wpływ na państwo rosyjskie. Gazeta publikuje również orzeczenia rosyjskiego Sądu Konstytucyjnego.
Według niezależnej firmy Comcom, która regularnie analizuje rosyjski rynek mediowy, „Rossijskaja gazieta” w III Kwartale 2006 roku, uzyskała średnią 734 000 czytelników w każdym wydaniu gazety, czyli około 1,2 procent ludności Rosji w przedziale powyżej 10 roku życia.
Główną siedzibą przedstawicielstwa rządowej gazety jest Moskwa, jednak druk dziennika „Rossijskaja gazieta” ma miejsce w wielu miastach, m.in. w: Archangielsku, Biszkeku, Błagowieszczeńsku, Władywostoku, Wołgogradzie, Jekaterynburgu, Irkucku, Kazaniu, Królewcu, Krasnodarze, Krasnojarsku, Moskwie, Murmańsku, Niżnym Nowogrodzie, Nowosybirsku, Orenburgu, Permie, Rostowie nad Donem, Petersburgu, Samarze, Uljanowsku, Ufie,czy Czelabińsku.
W 13 największych miastach Rosji znajdują się regionalne oddziały redakcyjne, redaktorzy mają do dyspozycji korespondentów z biur w kilkunastu zagranicznych krajach m.in. w: Kazachstanie, Mołdawii, Wielkiej Brytanii, Białorusi, Uzbekistanie, Słowacji, na Węgrzech, w Austrii, we Włoszech, we Francji, Szwecji, Hiszpanii i na Ukrainie, a także w miastach: Genewie i Brukseli.